# وولگولگا (نیو ساوت ولز)
وولگولگا (به انگلیسی: Woolgoolga) یک شهرک در استرالیا است که در نیو ساوت ولز واقع شده‌است.